# Сезон ФК «Дніпро» (Дніпропетровськ) 2009—2010
Сезон ФК «Дніпро» (Дніпропетровськ) 2009—2010 — 19-ий сезон футбольного клубу «Дніпро» у футбольних змаганнях України.

## Склад команди
| № | Поз. | Нац.       | Гравець             |
| - | ---- | ---------- | ------------------- |
|   | ВР   | Україна    | Євген Боровик       |
|   | ВР   | Україна    | Антон Каніболоцький |
|   | ВР   | Чехія      | Ян Лаштувка         |
|   | ЗХ   | Бразилія   | Алсідіс             |
|   | ЗХ   | Узбекистан | Віталій Денисов     |
|   | ЗХ   | Грузія     | Джаба Канкава       |
|   | ЗХ   | Литва      | Лінас Клімавічюс    |
|   | ЗХ   | Грузія     | Уча Лобжанідзе      |
|   | ЗХ   | Україна    | Віталій Мандзюк     |
|   | ЗХ   | Україна    | Павло Пашаєв        |
|   | ЗХ   | Україна    | Андрій Русол        |
|   | ЗХ   | Україна    | Євген Чеберячко     |
|   | ПЗ   | Грузія     | Бека Ґоцирідзе      |
|   | ПЗ   | Україна    | Максим Калиниченко  |

| № | Поз. | Нац.      | Гравець           |
| - | ---- | --------- | ----------------- |
|   | ПЗ   | Україна   | Артур Карноза     |
|   | ПЗ   | Україна   | Євген Коноплянка  |
|   | ПЗ   | Україна   | Сергій Кравченко  |
|   | ПЗ   | Україна   | Сергій Назаренко  |
|   | ПЗ   | Україна   | Руслан Ротань     |
|   | ПЗ   | Аргентина | Осмар Феррейра    |
|   | ПЗ   | Чехія     | Маріо Голек       |
|   | НП   | Україна   | Олексій Бєлік     |
|   | НП   | Україна   | Володимир Гоменюк |
|   | НП   | Україна   | Віталій Каверін   |
|   | НП   | Мексика   | Нері Кастільйо    |
|   | НП   | Росія     | Сергій Самодін    |
|   | НП   | Україна   | Євген Селезньов   |

## Чемпіонат України

### Календар чемпіонату України
| Тур | Команда       | Рахунок   | Тур | Команда      | Рахунок   | Тур | Команда       | Рахунок   |
| --- | ------------- | --------- | --- | ------------ | --------- | --- | ------------- | --------- |
| 1   | «Металург» Д  | 0:0 (3:2) | 11  | «Динамо»     | 0:2 (0:5) | 21  | «Чорноморець» | 3:1 (1:2) |
| 2   | «Металіст»    | 2:0 (1:0) | 12  | «Таврія»     | 1:2 (0:0) | 22  | «Карпати»     | 1:0 (2:2) |
| 3   | «Зоря»        | 0:1 (2:0) | 13  | «Кривбас»    | 3:1 (1:2) | 23  | «Закарпаття»  | 1:0 (0:1) |
| 4   | «Арсенал»     | 1:1 (5:1) | 14  | «Іллічівець» | 1:3 (0:1) | 24  | «Шахтар»      | 0:0 (3:0) |
| 5   | «Оболонь»     | 1:0 (1:4) | 15  | «Ворскла»    | 2:2 (2:1) | 25  | «Металург» З  | 2:0 (1:0) |
| 6   | «Чорноморець» | 0:1 (1:1) | 16  | «Металург» Д | 2:0 (2:1) | 26  | «Динамо»      | 2:1 (2:1) |
| 7   | «Карпати»     | 3:0 (2:4) | 17  | «Металіст»   | 3:2 (3:1) | 27  | «Таврія»      | 3:1 (0:2) |
| 8   | «Закарпаття»  | 0:2 (0:3) | 18  | «Зоря»       | 2:2 (2:1) | 28  | «Кривбас»     | 0:0 (3:0) |
| 9   | «Шахтар»      | 2:2 (1:2) | 19  | «Арсенал»    | 1:1 (3:1) | 29  | «Іллічівець»  | 4:1 (4:1) |
| 10  | «Металург» З  | 1:3 (2:2) | 20  | «Оболонь»    | 2:0 (0:1) | 30  | «Ворскла»     | 1:1 (2:2) |

Примітка

Блакитним кольором виділені домашні ігри. У дужках ігри дублерів.

### Турнірна таблиця
| Місце | Команда    | Ігор | В  | Н  | П | РМ    | Очок |
| ----- | ---------- | ---- | -- | -- | - | ----- | ---- |
| 1     | «Шахтар»   | 30   | 24 | 5  | 1 | 62-18 | 77   |
| 2     | «Динамо»   | 30   | 22 | 5  | 3 | 61-16 | 71   |
| 3     | «Металіст» | 30   | 19 | 5  | 6 | 49-23 | 62   |
| 4     | «Дніпро»   | 30   | 15 | 9  | 6 | 48-25 | 54   |
| 5     | «Карпати»  | 30   | 13 | 11 | 6 | 44-35 | 50   |

Дублери

| Місце | Команда      | Ігор | В  | Н | П  | РМ    | Очок |
| ----- | ------------ | ---- | -- | - | -- | ----- | ---- |
| 10    | «Металург» З | 30   | 11 | 4 | 15 | 46-49 | 37   |
| 11    | «Дніпро»     | 30   | 11 | 4 | 15 | 44-51 | 37   |
| 12    | «Металург» Д | 30   | 10 | 6 | 14 | 39-52 | 36   |

## Кубок України

### Виступи
| Раунд       | Команда             | Рахунок |
| ----------- | ------------------- | ------- |
| 1/16 фіналу | «Закарпаття»        | 3:2     |
| 1/8 фіналу  | «Фенікс-Іллічовець» | 2:1     |
| 1/4 фіналу  | «Металург» Д        | 1:2     |

## Топ-50
У березні інтернет-видання Football.ua провело опитування і надрукувало список найкращих гравців в історії клубу:
1. Володимир Лютий
2. Олег Протасов
3. Геннадій Литовченко
4. Олег Таран
5. Роман Шнейдерман
6. Антон Шох
7. Володимир Багмут
8. Олександр Погорєлов
9. Олександр Лисенко
10. Володимир Синельник
11. Євген Шахов
12. Микола Кудрицький
13. Іван Вишневський
14. Віктор Романюк
15. Сергій Назаренко
16. Михайло Дідевич
17. Валерій Городов
18. Сергій Краковський
19. Олексій Чередник
20. Сергій Пучков
21. Віктор Кузнецов
22. Андрій Ділай
23. Едуард Сон
24. Микола Павлов
25. Володимир Устимчик
26. Олександр Сорокалет
27. Олег Серебрянський
28. Сергій Башкиров
29. Андрій Полунін
30. Петро Кутузов
31. Вадим Тищенко
32. Микола Медін
33. Анатолій Гринько
34. Петро Лайко
35. Дмитро Михайленко
36. Олег Шелаєв
37. Микола Федоренко
38. Валерій Лапшин
39. Андрій Русол
40. Олег Венглинський
41. Леонід Колтун
42. Борис Дановський
43. Віктор Скрипник
44. Володимир Пільгуй
45. Андрій Сидельников
46. Андрій Юдін
47. Володимир Геращенко
48. Євген Яровенко
49. Роман Канафоцький
50. Юрій Миргородський